# Haplochromis pitmani
Haplochromis pitmani är en fiskart som beskrevs av Fowler, 1936. Haplochromis pitmani ingår i släktet Haplochromis och familjen Cichlidae. IUCN kategoriserar arten globalt som otillräckligt studerad. Inga underarter finns listade i Catalogue of Life.